# Peperomia ponapensis
Peperomia ponapensis är en pepparväxtart som beskrevs av C. Dc.. Peperomia ponapensis ingår i släktet peperomior, och familjen pepparväxter. Utöver nominatformen finns också underarten P. p. trukensis.